# James Barnor
James Barnor (né Frederick Seton James Barnor) est né le 6 juin 1929 à Accra en Côte de l'Or, actuel Ghana. Il est un photographe ghanéen, basé à Londres depuis les années 1990. Sa période d'activité en tant que photographe s'étend sur quarante ans. Il a été à la fois le témoin de la période coloniale puis de l'accès à l'indépendance du Ghana et aussi de la société multiculturelle de Londres dans les années 1960. Il se lance dans le photojournalisme à Accra en 1950, à une période où la photographie se pratiquait principalement en studio au Ghana. Il est aussi le premier à ouvrir un laboratoire de photographie couleur au Ghana à son retour d'Europe.

## Biographie
James Barnor étudie à la Bishop's Boy School à Accra. Il obtient son diplôme de fin d'étude en 1945 et devient cette année enseignant à la St. Mary's Parish School. En 1947, il entame un apprentissage de photographe auprès du portraitiste J.P.D. Dodoo, au studio Yehowa Aakwe à Accra. Il se spécialise dans le portrait pour répondre à la demande de sa clientèle : « En 1947 je me suis formé au portrait auprès de mon cousin (...) C’est comme ça que j’ai pu acheter mon premier appareil à crédit. Ensuite, j’ai été formé à la photo de presse pour le Daily Graphic et je me suis focalisé sur des reportages qui racontaient la vie des gens. »

### Années 1950
En 1949, James Barnor ouvre son premier « studio », nommé Ever Young, dans la rue, en plein air. Il fait poser ses clients devant une toile de fond suspendue. Avec ses économies, il s'installe dans le local d'une ancienne brasserie, dans le quartier portuaire de Jamestown en 1953, à Accra. Cet atelier lui permet de photographier la société ghanéenne qui défile afin de contempler sa propre image. Mais il est aussi un lieu de sociabilisation où cette société se retrouve et échange.
Le studio Ever Young est nommé d'après un conte appris à l'école. La déesse Iduna aurait vécu dans un jardin appelé Ever Young, où les chevaliers lui rendaient visite pour manger les pommes merveilleuses de son panier qui rendaient force et jeunesse. Les retouches à la main étaient courantes dans les studios photographiques à cette époque et c'est la formation qu'avait reçu Barnor avec son cousin J.P.D. Dodoo : « Cette histoire m’a marquée… Et cela avait une résonance avec mon travail puisque je retouchais les photos de studio pour rendre les modèles plus jeunes. »

#### Photojournalisme avec leDaily Graphicet le magazineDrum
En 1950, James Barnor devient photojournaliste pour le Daily Graphic. Il photographie des cérémonies et couvre certains évènements sportifs et politiques. Cela lui permet de rencontrer le boxeur Roy Ankrah et l'homme politique Kwame Nkrumah. Lors de l'indépendance du Ghana en 1957, James Barnor couvre les évènements pour le Daily Graphic, Drum et l'agence photographique Black Star. Ses photos sont une véritable source de documentation sur la vie du Ghana au moment de son indépendance.
Il collabore avec le magazine sud-africain Drum, fondé en 1951 par James Bailey (dit Jim Bailey). Au Ghana, Drum est dirigé par Anthony Smith qui présente James Barnor à Jim Bailey. Leur amitié lui permettra ensuite de trouver dans les bureaux de Drum à Fleet Street, à Londres, un point de chute lors de son arrivée au Royaume-Uni en 1959 : « J'étais comme chez moi dans ces bureaux de Fleet Street. Chaque fois que je voulais quelque chose, on me le donnait. C'est là que j'ai pris mes marques et que j'ai appris à découvrir Londres. »

### Années 1960
En 1959, il s'installe à Londres où il photographie la diaspora ghanéenne, de jeunes mannequins, des mariages, des mondanités ou des sportifs comme Mohamed Ali. Il réalise aussi une série de photographies de Mike Eghan, le premier animateur radio noir de la BBC, à Piccadilly Circus. Ses portraits de jeunes femmes comme Constance Mulondo, Marie Hallowi, Rema Nelson ou encore Erlin Ibreck sont publiés dans Drum. Leur vie y est mise en scène comme des modèles de beauté et de double identité, entre société d'accueil et racines africaines. Il prend des cours de photographie au London College of Printing et découvre dans le Kent la photographie couleur au laboratoire photographique Colour Processing Laboratories (CPL). Il est aussi étudiant au Medway College of Art à Rochester de 1961 à 1966 et il est employé comme tireur couleur au CPL à Edenbridge en 1967.
Le seul cliché politique de James Barnor à Londres représente une manifestation devant l’ambassade de Rhodésie du Sud en 1960.

### Années 1970-80
Lorsque Barnor rentre au Ghana en 1970, il installe le premier laboratoire de photographie couleur dans le magasin Sick-Hagemeyer à Accra après avoir été formé chez Agfa-Gevaert à Leverkusen et à Mortsel : « Je ne pense pas que cela ait changé ma manière de travailler. Mais ce fut excitant lorsque j’ai pu travailler en couleur pour la première fois. Je l’ai fait de deux manières. À l’époque, quand on prenait une photo, on l’envoyait à Kodak, car ils étaient les seuls à pouvoir procéder en couleurs chromatiques. Et mon professeur de l’époque procédait comme cela. C’est comme ça que j’ai été introduit à la couleur. Ensuite, il y a eu l’étape des laboratoires de couleurs, où je me rendais moi-même dans les années 1960, en Grande-Bretagne. Il a fallu apprendre la technique, le côté chimique… Il fallait que tout soit parfait, car on ne pouvait rien modifier. ».
En 1973 il ouvre le Studio X23 à Accra, nommé d'après la boite postale de son premier studio. Il est aussi photographe pour l'ambassade américaine de 1977 à 1984 et photographe officiel pour le gouvernement ghanéen au Fort Osu.
Il s'implique aussi dans la scène musicale en réalisant des photographies pour des pochettes d'album, notamment pour le musicien ghanéen de highlife E.K. Nyame. Il gère aussi le groupe de musique Fee Hi et emmène même les jeunes musiciens en tournée en Italie en 1983.

### Années 1990 jusqu'à 2022
Déjà âgé, il repart en Grande-Bretagne dans les années 1990. Il emporte ses négatifs, tirages, plaques de verre et autres documents. Son œuvre étant encore méconnue, il doit travailler comme agent d’entretien à l’aéroport d’Heathrow.
En 2010 il rencontre les responsables d'Autograph ABP à Londres qui regroupe une centaine d'images pour une exposition intitulée Ever Young, reprenant le nom de son premier studio à Accra. En 2015 parait la première monographie le concernant, le catalogue de l'exposition Ever Young. Depuis 2016, le fonds d'archives de James Barnor est conservé à la galerie Clémentine de la Féronnière à Paris.
En décembre 2017 et janvier 2018, il est l'invité d'honneur des Rencontres africaines de la photographie à Bamako.
La première exposition rétrospective consacrée à James Barnor est organisée par la Serpentine Gallery à Londres. Cette exposition se déplace ensuite au MASI à Lugano (Suisse) en 2022 et au Detroit Institute of Arts (Etats-Unis) en 2023.
À l'occasion de l'inauguration d'une exposition de ses photographies à la Fondation LUMA à Arles, il remet le premier prix de la Fondation James Barnor à l'artiste Sènami Donoumassou en juillet 2022. Ce prix permet une dotation de 10 000 euros pour récompenser un photographe du continent africain.

## Collections
- 2022 LUMA Foundation, Arles, FR/Zürich, CH
- 2021 Museum of Modern Art, New York, États-Unis [9]
- 2021 Centre Pompidou, Paris, France[10]
- 2021 Victoria and Albert Museum, Londres, Royaume-Uni [11]
- 2021 Smart Museum of Art at the University of Chicago [12]
- 2020 Detroit Institute of Arts
- 2017 National Portrait Gallery, Londres [13]
- 2016 Musée du quai Branly, Paris [14]
- 2015 Tate, Londres , Royaume-Uni[15]

## Expositions

### Expositions solo
- 2022 James Barnor : Accra/London – A retrospective, Museo d’Arte della Svizzera Italiana (MASI), Lugano, Suisse
- 2022 James Barnor, Stories: Pictures from the Archive (1947-1987), LUMA Foundation, Arles, FR
- 2022 Ever Young, Barakat Contemporary, Seoul, KR
- 2021 James Barnor – The Roadmaker, Galerie Clémentine de la Féronnière, Paris, FR
- 2021 James Barnor, Bristol Museum & Art Gallery, Bristol, Royaume-Uni
- 2021 James Barnor : Accra/London – A retrospective, Serpentine Gallery, Londres, Royaume-Uni
- 2021 James Barnor: Ghanaian Modernist, Bristol Photo Festival, City Museum of Bristol, Royaume-Uni
- 2019 James Barnor – A retrospective, Nubuke Foundation, Accra, GH
- 2019 Colors, Galerie Clémentine de la Féronnière, Paris
- 2017 Ever Young, Musée du quai Branly, Paris, FR
- 2017-2022 La vie selon James Barnor (exposition itinérante), 11e biennale des Rencontres de Bamako, Bamako, Mali ; Mupho, Musée de la Photographie, Saint Louis, Sénégal (2018) ; Gallery 1957, Accra, Ghana (2018) ; IF Johannesburg, South Africa (2020) ; CCF Windhoek, Namibie (2021), AF Lusaka, Zambia (2022)
- 2010 James Barnor : Ever Young (exposition itinérante), Autograph ABP, Rivington Place London, Royaume-Uni; W.E.B. Du Bois Institute, Harvard University, Boston, (MA) USA (2010); South African National Gallery, Capetown (2012); Impressions Gallery, York, Royaume-Uni (2013); Galerie Clémentine de la Féronnière, Paris (2015); BAND Gallery, Toronto, CA (2016)
- 2007 Mr Barnor’s Independence Diaries, Black Cultural Archives, Londres

### Expositions groupées
- 2022 Africa Fashion, Victoria and Albert Museum, Londres
- 2019 Paris-Londres, Music Migrations (1962-1989) (exposition groupée), Musée de la Porte Dorée, Paris, FR
- 2017–2018 It’s great to be young, photographies de James Barnor et Marc Riboud, Galerie Clémentine de la Féronnière, Paris
- 2012 Another London (exposition groupée), Tate Modern, Londres, Royaume-Uni

### Monographies
- James Barnor Stories, LUMA Foundation & Maison CF (& RRB Photobooks en version anglaise) , mai 2022
- James Barnor, The Roadmaker, Maison CF & RRB Photobooks, 2021[16]
- James Barnor : Accra/London – A retrospective, Koenig Books, 2021 [17]
- Ever Young, James Barnor, coéd ABP/Clémentine de la Féronnière, 2015 [18]

### Apparait dans
- As We Rise : Photography from the Black Atlantic, The Wedge Collection, 2021
- Todd Webb in Africa, Outside the Frame, Thames & Hudson, 2021[19]
- Another London, International Photographers Capture City Life 1930-1980, Edited by Helen Delaney and Simon Baker, 2010

## Récompenses et honneurs
En 2011, James Barnor a reçu un prix GUBA (Grow, Unite, Build, Africa) pour sa carrière de 50 ans en tant que photographe.
Il a aussi reçu l'Ordre Volta en 2016, remis par le président John Dramani Mahama au centre international des conférences d'Accra. Ce prix a été décerné à 26 ghanéens et 7 étrangers ayant contribué au développement du Ghana,.